# 620年代
| 千纪： | 1千纪                                                                                  |
| 世纪： | 6世纪 \| 7世纪 \| 8世纪                                                                |
| 年代： | 590年代 \| 600年代 \| 610年代 \| 620年代 \| 630年代 \| 640年代 \| 650年代              |
| 年份： | 620年 \| 621年 \| 622年 \| 623年 \| 624年 \| 625年 \| 626年 \| 627年 \| 628年 \| 629年 |

## 大事记
- 東羅馬帝國與波斯帝國薩珊王朝二十多年的終局之戰仍在進行。

## 出生
- 阿爾達希爾三世（波斯語：اردشیر，約621年－630年）伊朗薩珊王朝的國王（628年－630年在位）。